# 羅玉東
羅玉東（1908年—1947年5月6日），湖南酃县人，中國財政史學家，銀行家。畢業於燕京大學，著有《中國釐金史》。

## 生平
1932年，進入北平社會調查所當研究生,開始釐金研究，並於1933年畢業，被聘為中央研究院社会科学研究所助理研究員。
1934年6月，組織成立史學研究會，12月，離開中央研究院社會科學研究所赴任四川南部中央銀行成都分行。
1936年8月，出版《中國釐金史》。
1940年至1943年6月期间，在南部（縣）分行擔任經理，后赴康定分行担任经理，1945年辞职。同時也在成都光華大學擔任保险学教授。
1947年因病去世。